# Невідомий князь

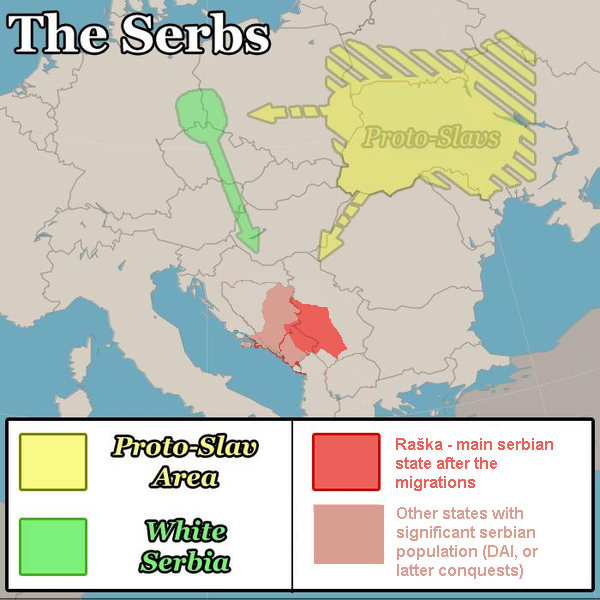
Гіпотетична міграція сербів в VII ст.

Невідомий князь (серб. Nepoznati knez) — умовна, загальновизнана істориками назва вождя сербських племен, який привів свій народ «Білих сербів» початку сьомого століття до Сербії в райони розташовані на заході Балкан.
Орієнтовно прихід білих сербів на Балкани почався після 610 року, в період правління Візантійського імператора Іраклія (610–641).
Основні історичні записи про Невідомого князя з'являється в роботі візантійського імператора Костянтина VII «Про управління імперією», яка була створена в середині Х століття. Згідно з джерелом, Невідомий князь привів частину сербів з Білої Сербії на Балкани в період правління візантійського імператора Іраклія:

| ...коли двоє братів отримали від батька владу над Сербією, один з них, взявши половину народу, попросив притулку у Іраклія, василевса ромеїв. Прийнявши його, сам василевс Іраклій надав йому в Фемі Фессалоніки як місце для поселення Сербії, яка з тієї пори і отримала це прозвання.[1] |
Про самих білих сербів Костянтин пише так:

| Так буде відомо, що серби походять від нехрещених сербів, званих також «білими» і живуть по той бік Туркії [угрів] в місцевості, іменованої ними Бойкі. З ними межує Франкія [германці], а також Велика Хорватія, нехрещена, звана також «Білою».[1] |
На своєму шляху на південь серби та хорвати перемогли аварів, перш ніж урешті-решт оселився на землях внутрішніх районів провінції Салоніки, територію якої Іраклій дарував їм із завданням захистити кордони Візантії від майбутніх нападів аварів та інших кочівників. Поступово серби покинули провінцію і переїхали на північ, поки вони не прийшли в Белград.
Точна дата смерті Невідомого князя невідома. Можливо, він загинув незабаром після оселення всіх переселенців на Балкани внаслідок внутрішніх суперечок за владу над племенами. В творі «Про управління імперією» згадується, що він помер близько 680 року.
Перший сербський король правлячої династій Властимир вважався нащадком Невідомого князя та його праправнуком.